# 氢氧化亚铬
氢氧化亚铬是一种无机化合物，化学式为Cr(OH)2，它可由很稀的硫酸亚铬在pH 5.6时沉淀得到。小心地干燥氢氧化亚铬，可以得到CrO1.08·0.33H2O。它可以将乙炔还原为乙烯及少量的乙烷。